# Ministère du Tourisme, de l'Artisanat et de l'Économie sociale et solidaire
 (octobre 2021).
Le Ministère du Tourisme, de l'Artisanat,  de l'Economie Sociale et Solidaire, est le ministère chargé au Maroc d'élaborer et de mettre en œuvre la politique gouvernementale en matière de tourisme, d'encadrer et de soutenir les professionnels du tourisme et de l'artisanat.  
Ce ministère supervise également divers instituts et institutions spécialisés dans la formation professionnelle et la qualification dans le tourisme et l'hôtellerie.

## Institutions affiliées au ministère
Il existe de nombreuses institutions et entreprises affiliées au Ministère du tourisme, du transport aérien, de l'artisanat et de l'économie sociale, notamment :
- Institut Supérieur International du Tourisme de Tanger
- Office National Marocain du Tourisme (ONMT)
- Société Marocaine d'Ingénierie Touristique (SMIT)
- Office national des aéroports (ONDA)
- Direction générale de l'aviation civile (DGAC)
- Office de Développement de la Coopération (ODCO)
- Bureau d’Enquêtes et d’Analyse d’Accidents de l’Aviation Civile (BEAM)
- Maison de l'Artisan

## Ministres
| les années                              | Ministres                |
| --------------------------------------- | ------------------------ |
| Depuis le 7 octobre 2021                | Fatim-Zahra Ammor        |
| Du 14 septembre 2019 au 7 octobre 2021  | Nadia Fettah Alaoui      |
| Du 5 avril 2017 au 9 octobre 2019       | Mohammed Sajid           |
| Du 3 janvier 2012 au 5 avril 2017       | Lahcen Haddad            |
| Du 4 janvier 2010 au 6 décembre 2011    | Yassir Zenagui           |
| Du 15 octobre 2007 au 4 janvier 2010    | Mohamed Boussaïd         |
| Du 7 novembre 2002 au 19 septembre 2007 | Adel Douiri              |
| Du 6 septembre 2000 au 7 novembre 2002  | Fathallah Oualalou       |
| Du 14 mars 1998 au 6 Septembre 2000     | Hassan Sebbar            |
| Du 13 août 1997 au 14 mars 1998         | Driss Benhima            |
| Du 31 janvier 1995 au 13 août 1997      | Mohamed M'hammedi Alaoui |
| De 11 novembre 1993 au 31 janvier 1995  | Serge Berdugo            |
| Du 11 août 1992 au 9 novembre 1993      | Hassan Abouyoub          |
| Du 11 Avril 1985 au 11 Août 1992        | Moussa Saâdi             |
| Du 5 novembre 1981 au 11 avril 1985     | Azzeddine Guessous       |
| Du 27 mars 1979 au 5 octobre 1981       | Abdeslam Znined          |
| Du 10 octobre 1977 au 27 mars 1979      | Mansouri Benali          |
| Du 20 novembre 1972 au 10 octobre 1977  | Hassan Zemmouri          |
| Du 12 avril 1972 au 20 novembre 1972    | Abderrahmane Cohen       |
|                                         |                          |
| Du 13 août 1968 au 1969                 | Thami Ouazzani           |
| Du 6 juillet 1967 au 18 janvier 1968    | Hassan Ababou            |
| Du 8 juin 1965 au 6 juillet 1967        | Mohamed Laghzaoui        |
| Du 27 mai 1960 au 3 novembre 1965       | Moulay Ahmed Alaoui      |

## Budget
Le budget du Ministère du Tourisme, de l'Artisanat, du Transport aérien et de l'Économie sociale s'élève à 1,41 Milliard de Dirhams pour l'année 2021.
| Libellé                                          | Montant en DH |
| ------------------------------------------------ | ------------- |
| Personnel                                        | 395 449 000   |
| Matériel et Dépenses Diverses                    | 228 482 000   |
| Crédits de paiement pour l'année budgétaire 2021 | 719 612 000   |
| Crédits d'engagement pour 2022 et suivants       | 68 500 000    |
| Total                                            | 1 412 043 000 |